# Friedrich Wilhelm IV. in seinem Arbeitszimmer
Das Ölgemälde Friedrich Wilhelm IV. in seinem Arbeitszimmer ist ein Herrscherporträt des preußischen Hofmalers und Porträtisten Franz Krüger. Es veranschaulicht das monarchische Selbstverständnis des preußischen Königs Friedrich Wilhelm IV. Der König inszeniert sich in dem Gemälde als Herrscher von bürgerlichem Zuschnitt und Kunstliebhaber. Der Raum spiegelt dabei sein christlich-ständisches Staatskonzept wider.
Neben dem Original des Bildes, das Friedrich Wilhelm IV. dem Astronomen Friedrich Wilhelm Bessel schenkte und das heute Eigentum des Mindener Museums ist, wurden noch zwei Kopien angefertigt, von denen eine verschollen ist und die andere zum Bestand des Deutschen Historischen Museums in Berlin gehört.

## Historischer Kontext

### Das Herrscherporträt im 19. Jahrhundert

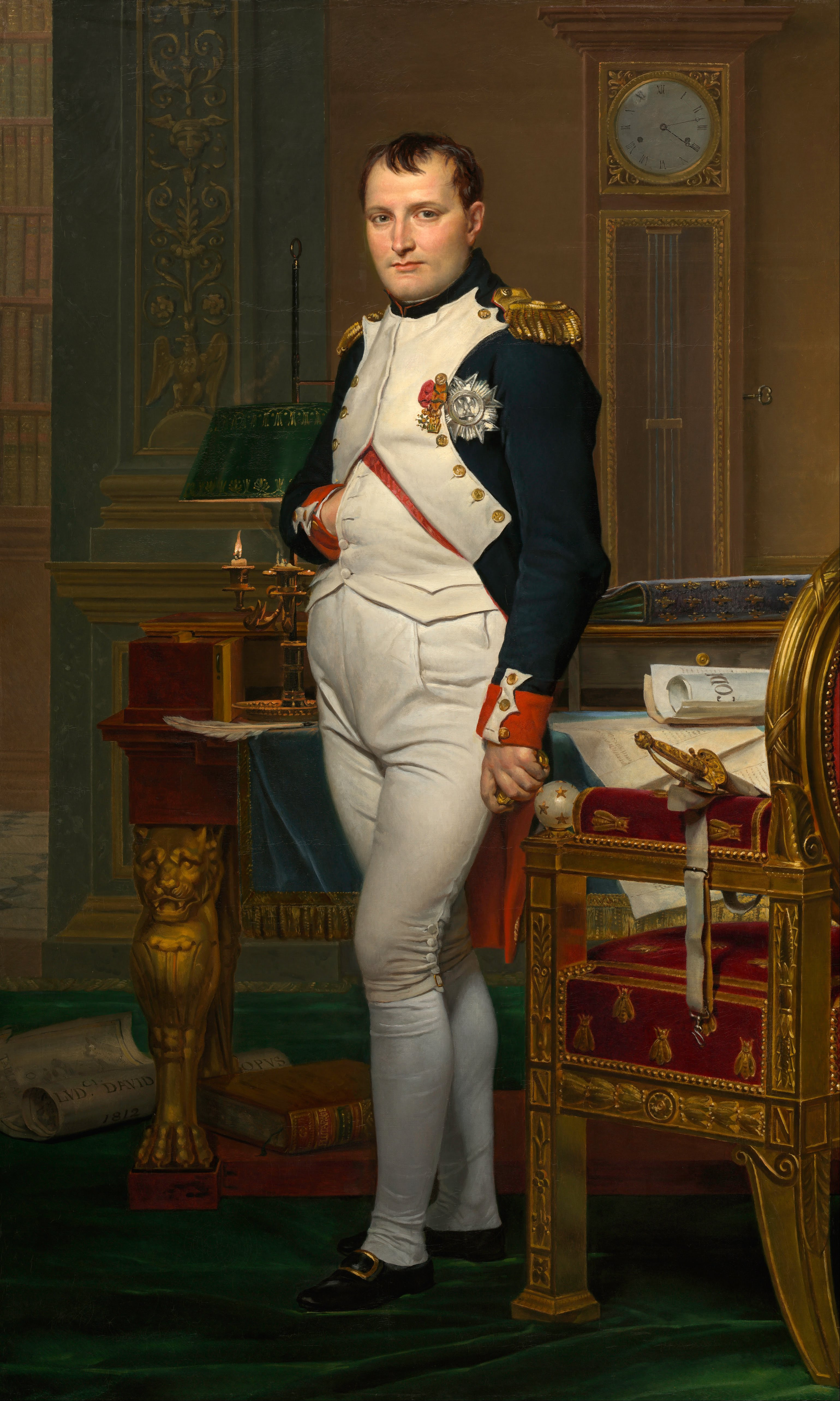
Jacques-Louis David: Napoleon in seinem Arbeitszimmer

Die deutschen Monarchen des 19. Jahrhunderts hatten mit einem grundlegenden kulturellen und sozialen Wandel zu kämpfen: Ihre Herrschaft war im Zuge der Aufklärung, Französischen Revolution und Napoleonischen Kriege in fundamentale Kritik geraten. In den Herrscherporträts wurde zunehmend zwischen den Rollen des Staatsoberhaupts und der Privatperson unterschieden. Die Darstellungen bekamen somit zum Teil auch intime und private Züge. Folglich entstand neben den lebensgroßen Herrscherporträts, die in den repräsentativen Räumen der Schlösser ihren Platz fanden, eine Reihe von kleinformatigen Bildern, die genrehaft das Familienleben des Königshauses priesen oder den Herrscher pflichtbewusst bei der Arbeit zeigten. Diese Art der Selbstdarstellung griff „die bürgerliche Trennung zwischen ‚privater‘ und ‚dienstlicher‘ Sphäre“ auf und gestaltete den „Herrscher nach dem Bilde des Bürgers“. In diesen Zusammenhang gehört als eine der frühesten Darstellungen des Herrschers an seinem Schreibtisch das 1812 gemalte Porträt Napoleon in seinem Arbeitszimmer von Jacques-Louis David, dem im 19. Jahrhundert ähnliche Darstellungen anderer Herrscher folgten, unter anderem das Gemälde Friedrich Wilhelms IV. in seinem Arbeitszimmer.

### Verhältnis Friedrich Wilhelms IV. zur Porträtkunst
Für den preußischen König Friedrich Wilhelm IV. (1795–1861) stellte die Kunst ein „Visionen stiften[des]“ Mittel dar, so die Historikerin Renate Franke. Mit Hilfe der Kunst glaubte er bildungspolitisch auf das Volk einwirken zu können, um es für sein „romantisch-ideal gedachtes Königtum“ zu gewinnen. Friedrich Wilhelm IV. zeigte sich den modernen medialen Möglichkeiten seiner Zeit aufgeschlossen. Er ließ Lithografien mit Abbildungen seiner Familienmitglieder in zehntausendfacher Anfertigung drucken. Die bildliche Vervielfältigung trug erheblich dazu bei, dass die Monarchie auch in den entlegenen Regionen Preußens Präsenz demonstrieren konnte. So entwickelte sich das Bild des Herrschers in Preußen zu einem Symbol, mit dessen Besitz viele Menschen ihre patriotische Haltung zum Ausdruck bringen wollten.

## Entstehungsgeschichte

### Franz Krüger als preußischer Hofmaler

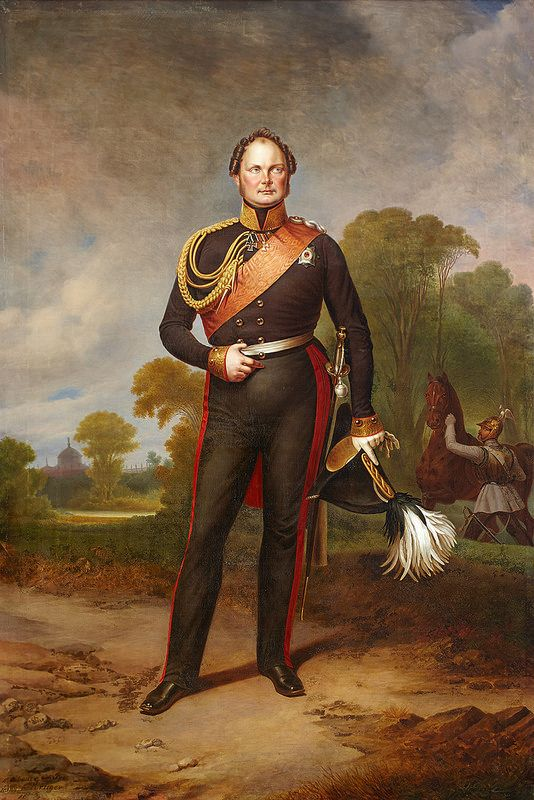
Franz Krüger: Friedrich Wilhelm IV., 1844, lebensgroßes Porträt

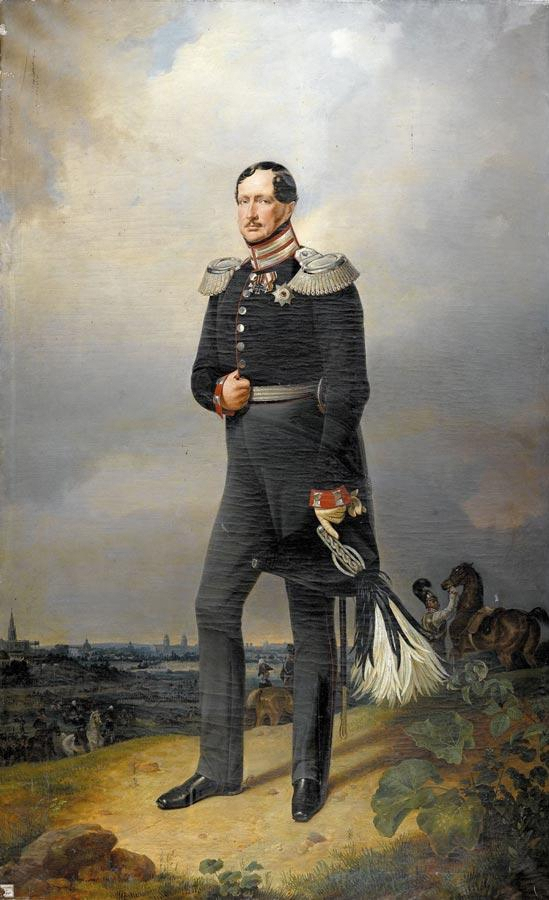
Franz Krüger: König Friedrich Wilhelm III. von Preußen, 1837, lebensgroßes Porträt

Franz Krüger galt seit den 1820er Jahren als „bekanntester Maler des Berliner Biedermeier“ und genoss aufgrund seiner Reiter- und Pferdegemälde bereits hohes Ansehen. Im Jahr 1824 erhielt Krüger – wohl unter Vermittlung des Kronprinzen Friedrich Wilhelm – den Auftrag, 18 Porträts von den Angehörigen der königlichen Familie anzufertigen. Krüger setzte sich dabei über übliche höfische Standards hinweg. Die Porträtierten erschienen zwar vor einer repräsentativen Kulisse von Säulen und Vorhängen, trugen aber keine symbolischen Abzeichen ihrer hohen Stellung. Der Künstler rückte in den Brustbildnissen vor allem die individuellen Gesichtszüge in den Vordergrund. Auf diese Weise entstanden Ansichten, die eine intimere Atmosphäre ausstrahlten. Der regierende König Friedrich Wilhelm III. belohnte den Künstler dafür mit der Ernennung zum Hofmaler.
Zu Krügers Reihe der um 1824 entstandenen Bildnisse gehört das Porträt des damaligen Kronprinzen, der als Friedrich Wilhelm IV. seinem Vater nachfolgen sollte. Krüger zeigt den Kronprinz vor dem im Bau befindlichen Königlichen Museum (heute Altes Museum) und unterstrich damit die Interessen des Porträtierten für Architektur und bildende Künste. Zum Regierungsantritt Friedrich Wilhelms IV. im Jahr 1840 malte Krüger von 1840 bis 1843 das große Historienbild Die Huldigung Friedrich Wilhelms IV. im Berliner Lustgarten am 15. Oktober 1840. Ebenfalls von Krüger ließ sich der neue König im Jahre 1841 im Gemälde Parade des 2. Preußischen Infanterieregiments vor Friedrich Wilhelm IV. in Stettin darstellen. Hierin ist Friedrich Wilhelm IV. hoch zu Ross in Uniform porträtiert, während er begleitet von anderen Militärreitern eine Parade abnimmt. Das als Tondo ausgeführte Bild zeigt im Hintergrund die Schlosskirche von Stettin. 1842 bis 1844 entstand ebenfalls als Tondo das Porträt Friedrich Wilhelm IV., in dem Krüger den König als Brustbild zeigt. Von diesem Bildnis entstanden zwei Varianten, eines mit Schloss Charlottenhof und eines mit Schloss Sanssouci im Hintergrund.
Erst 1844 ließ sich der König von Krüger als lebensgroßes Ganzporträt malen. Das Gemälde Friedrich Wilhelm IV. zeigt den König in der Uniform eines Generals der Infanterie, stehend im Park von Sanssouci mit dem Neuen Palais im Hintergrund. Es folgt dem bereits für Friedrich Wilhelm III. von Krüger umgesetzten Typus der repräsentativen Monarchendarstellung und stellt die dynastische Kontinuität in den Vordergrund. Auffällig ist die stets vorhandene Architektur in Krügers Bildnissen der Könige, die in der Innenarchitektur des Gemäldes Friedrich Wilhelm IV. in seinem Arbeitszimmer des Berliner Schlosses von 1846 ihre Fortsetzung findet.

### Entstehungshintergrund
Das Gemälde Friedrich Wilhelm IV. in seinem Arbeitszimmer entstand auf Wunsch Friedrich Wilhelm Bessels, des mit dem König befreundeten Direktors der Königsberger Sternwarte. Der todkranke Bessel wandte sich im November 1845 brieflich an den Naturforscher Alexander von Humboldt, um zu erfahren, ob es möglich sei, ein Gemälde des Königs zu erhalten. Humboldt, der am königlichen Hof das Amt eines Ersten Kammerherrn innehatte, besprach den Wunsch mit Friedrich Wilhelm IV., der daraufhin Franz Krüger mit der Anfertigung des Gemäldes beauftragte. Am 16. Februar 1846 kündigte Friedrich Wilhelm IV. Bessel in einem persönlichen Brief an, ihm das Gemälde zu schenken. Es zeige ihn „im Überrock, ungeknöpft und am Tische lehnend, wie [er] Bekannte in [seinem] Cabinet zu empfangen pflege“.
Die Anregung zur Komposition des Bildes stammte von Bessel selbst: „Ein König kann nur in ganzer Figur dargestellt werden, nicht im Brustbilde; der König von Preussen nur in täglicher Kleidertracht, nicht im Festgewande, denn diese Darstellungsart erinnert an die Feierlichkeit, weniger an den König, …“ Das Motiv des Herrschers in seinem Arbeitsumfeld, das das fertiggestellte Gemälde bestimmen sollte, war seit Napoléon üblich geworden. Daran hatte schon König Friedrich Wilhelm III. angeknüpft. Er ließ sich 1828 in dem heutigen Berliner Kronprinzenpalais „am Schreibtisch sitzend“ porträtieren. Wahrscheinlich diente diese Darstellung Krüger als Vorbild. Bei den Porträts dieser Epoche sollte laut Cohn trotz des „bürgerlichen Zug[es]“ „Stand und Stellung“ der dargestellten Person betont und „die Idee seines Staates“ verkörpert werden. Daher wurden Ganzkörperporträts bevorzugt.

### Exemplare

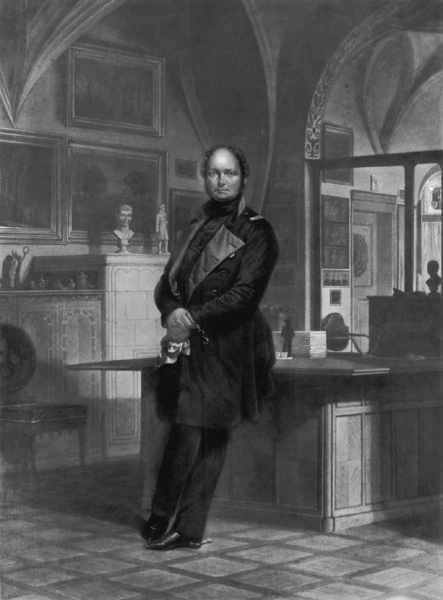
Schabkunstblatt von Friedrich Oldermann nach dem Gemälde von Franz Krüger

Insgesamt entstanden drei Versionen des Gemäldes: Die erste Version schenkte Friedrich Wilhelm IV. Bessel, der es testamentarisch seiner Geburtsstadt Minden vermachte. Nach Bessels Tod wurde das Bild von Königsberg nach Minden überstellt, wo es am 27. Juli 1846 eintraf. Später wurde es noch gefirnisst und mit einer Glasplatte versehen; der Rahmen wurde vergoldet. Es befindet sich heute im Mindener Museum.
Das im Deutschen Historischen Museum ausgestellte Exemplar, ein Geschenk an die preußische Königin Elisabeth, Gemahlin Friedrich Wilhelms IV., hing ursprünglich in Schloss Sanssouci, das der König als Sommerresidenz nutzte. Auf der Jahrhundertausstellung deutscher Kunst des Jahres 1906 in Berlin wurde diese Fassung des Gemäldes erstmals ausgestellt.
Eine dritte Version, die 1846 in der Berliner Akademie-Ausstellung der Öffentlichkeit präsentiert wurde, war ein Geschenk an den Naturforscher Alexander von Humboldt. Sie befand sich als Eigentum der Familie von Humboldt in deren Tegeler Schloss und gilt seit 1945 als verschollen. Einer breiteren Öffentlichkeit wurde das Gemälde durch ein Schabkunstblatt von Friedrich Oldermann sowie durch dessen Reproduktion mittels Galvanografie bekannt, die weniger aufwändig ist und mehr Abzüge pro Kupferplatte erlaubt.

## Beschreibung
Das Gemälde zeigt Friedrich Wilhelm IV. in der ehemaligen Erasmuskapelle des Berliner Stadtschlosses, die Caspar Theiss ab 1538 angelegt hatte. Den Raum hatte er zwischen 1824 und 1826 nach Entwürfen von Karl Friedrich Schinkel zu seinem Arbeitszimmer und zur Bibliothek umgestalten lassen. Die Darstellung der Architektur, insbesondere der gotischen Elemente, geht wohl auf eine perspektivische Raumstudie des Malers Karl Beckmann zurück, der als Lehrer für Architektur und Perspektive an der Preußischen Akademie der Künste in Berlin tätig war. So bezeichnete der Katalog der Akademie-Ausstellung 1846 das Bild als: Bildniß seiner Majestät des Königs im Arbeitszimmer des Schlosses zu Berlin. Die Architektur von Prof. Beckmann (Geschenk des Königs an Alexander v. Humboldt). Der König nimmt auf dem „freundschaftlicher Erinnerung und nicht offizieller Repräsentation“ dienenden kleinen Gemälde die Bildachse ein und wahrt mit klarer Distanz zum Betrachter die Konventionen der Herrscherdarstellung.
Porträts sowie Ansichten von Landschaften und Kirchenräumen hängen an den Wänden. Unmittelbar links hinter dem Monarchen, über dem Ofen, befindet sich ein Gemälde, das den von ihm im Jahr 1828 privat besuchten Petersdom zeigt. Nach dessen Vorbild hatte der König 1843 den Bau der 1850 fertiggestellten Tambourkuppel der evangelischen Kirche St. Nikolai (Potsdam) angeordnet. Das Bild des Petersdoms stammt von dem Maler Wilhelm Brücke. Darüber befindet sich eine Darstellung des Refektoriums der Marienburg in Westpreußen, des mittelalterlichen Sitzes des Deutschen Ordens. Das Gemälde auf der linken Seite zeigt das Dormitorium derselben Burg. Auf Schreibtisch und Wandschränken befinden sich zahlreiche Büsten, Gläser, Skulpturen und weitere Kleinkunstwerke, darunter die Statuette Friedrichs II. Eine Holzschranke teilt den Raum. Deutlich erkennbar ist das unter Friedrich Wilhelm IV. wieder freigelegte spätgotische Schlingrippengewölbe des Raumes.
Nach Margarethe Cohn zeichnet sich das Bild durch eine „vorsichtige Lichtführung“ aus, die Details sind sämtlich mit gleicher Deutlichkeit gemalt und mit „peinlicher Sorgfalt“ ausgeführt.
Der König ist in einen einfachen Uniformrock mit roten Mantelaufschlägen und rotem Stehkragen gekleidet, trägt keine Orden und lehnt sich an die Platte seines Schreibtisches. Er blickt frontal in Richtung Betrachter und weist eine „lässige“ (so Rainer Schoch) Körperhaltung auf, wobei er seine Arme verkreuzt hält und seine Beine übereinander anwinkelt. In seiner rechten Hand trägt Friedrich Wilhelm IV. einen Kneifer, in der linken Hand ein weißes Tuch.

## Deutung

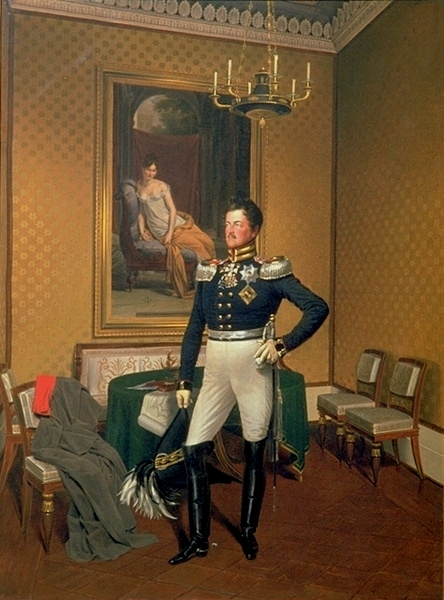
Franz Krüger: Prinz August von Preußen (um 1817)

Nach Margarete Cohn lässt sich Franz Krüger bei seinen Porträts vom ritterlichen Ideal leiten. Bei seinen Ganzkörperporträts wählt er häufig die Pose mit einem vorgestellten Bein und einer auf einen nebenstehenden Tisch aufgelehnten Hand. Cohn sieht das Bild Friedrich Wilhelms IV. im Zusammenhang mit einem Krüger-Bild des Prinzen August: Bei beiden Bildern hat die Darstellung einer großen Menge von Beiwerk die Aufgabe, die psychologische Charakteristik zu ergänzen.
Die Parallele in der Beziehung zwischen der dargestellten Person und der Raumausstattung zu dem Bild des Prinzen August sieht auch der Kunsthistoriker Rainer Schoch. Er kommt zu dem Ergebnis, dass die ausgewählte Ausstattung des Raumes „die Erinnerungen und künstlerischen Neigungen des Monarchen“ widerspiegeln. Der Raum erhalte den „Charakter eines Mikrokosmos“, der den „geistige[n] Horizont des Königs im Interieur“ einschließt; das „romantisch-christliche Königtum“ Friedrich Wilhelms nehme darin Gestalt an.
Wilfried Beer lobt, Krüger habe es verstanden, „die private Atmosphäre des Kabinettes in sein Gemälde zu übertragen“. Er hält es außerdem für bemerkenswert, wie zivil Friedrich Wilhelm IV. als preußischer König auftrete. Seine Uniform sei „kaum als solche zu erkennen (…) und unterscheide sich von dem (…) preußischen Uniformbild“ der Zeit.
Frank-Lothar Kroll sieht in dem Bild ein „Zeugnis für jenen genrehaften Realismus, der Krügers Arbeiten seit den frühen 1820er Jahren auszeichnete“. Das Gemälde zeuge von einem Funktionswandel des Herrscherporträts, das nun nicht mehr der Repräsentation des Dargestellten und seiner Stellung diente, sondern dessen Herrschaftsauffassung propagierte. Das Bild versuche – letztlich vergebens – zwei widersprüchliche Aspekte der Herrschaftsauffassung Friedrich Wilhelms IV. zu vereinigen. So werde der König einerseits in seinem privaten Umfeld als „häuslich-volksverbundener ‚Landesvater‘“ (so Kroll) dargestellt. Das Schreibtischporträt betone das bürgerliche Arbeitsideal. Das Königtum solle dem Betrachter als „Beruf“ erklärt werden, der das Wohl des Landes zum Ziel habe. Es werde der Eindruck hervorgerufen, der König sei gerade bei seiner Schreibtischarbeit unterbrochen worden. Andererseits sollten die gotisch-sakrale Aura der Raumarchitektur wie auch das Interieur das am Mittelalter orientierte christlich-ständische Staatskonzept des Königs widerspiegeln. Dieser Vorstellung nach würden Individuen in bestimmte Stände und Zünfte hineingeboren, womit ihre jeweilige Aufgabe in der Gesellschaft vorherbestimmt sei: Nehme jedes Individuum seinen fest angestammten Platz ein, sei das konfliktfreie Funktionieren des Gemeinwesens sichergestellt, an dessen Spitze der König „von Gottes Gnaden“ alle Konflikt ausgleiche.
Der kirchliche Charakter des Raumes kann zudem als Anspielung auf das Gottesgnadentum und Reminiszenz an das Heilige Römische Reich interpretiert werden. Die vielen Kleinkunstwerke sollen den König darüber hinaus als „musischen und geistvollen Menschen“ ausweisen, der selbst ausübender Künstler insbesondere auf dem Gebiet der Architektur war und dessen Kennerschaft „als echtes schöpferisches Talent“ auf diesem Gebiet selbst von dem Schinkel-Schüler Ludwig Persius herausgestellt wurde. Die Kunsthistorikerin Irmgard Wirth betont, dass das Porträt ideal zur königlichen Selbstwahrnehmung passte, da es Friedrich Wilhelm als „stillen Gelehrten“ inmitten seiner Studienobjekte abbildete. Friedrich Wilhelm IV. selbst habe sich als „Universaldilettant“ bezeichnet und verstanden.